# Aalto-yliopisto
Aalto-yliopisto (szw. Aalto-universitetet) – stacja metra helsińskiego znajdująca się w dzielnicy Otaniemi, na terenie Espoo. Główne wejście do stacji znajduje się na południowy zachód od głównego budynku Uniwersytetu Aalto.
Stację otwarto 18 listopada 2017, w ramach budowy tzw. Länsimetro.